# Mampuku-ji

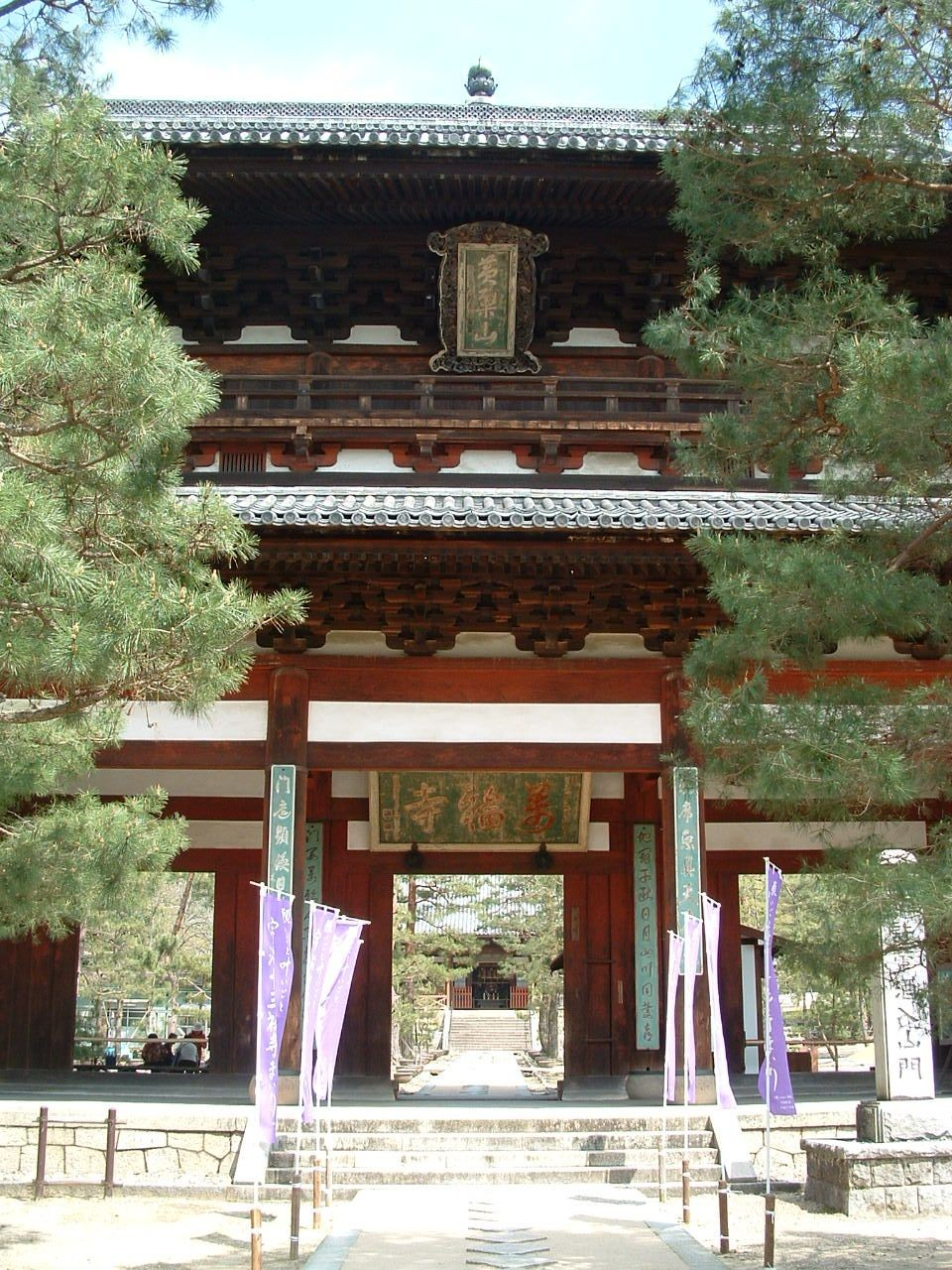
Tor zum Mampuku-ji

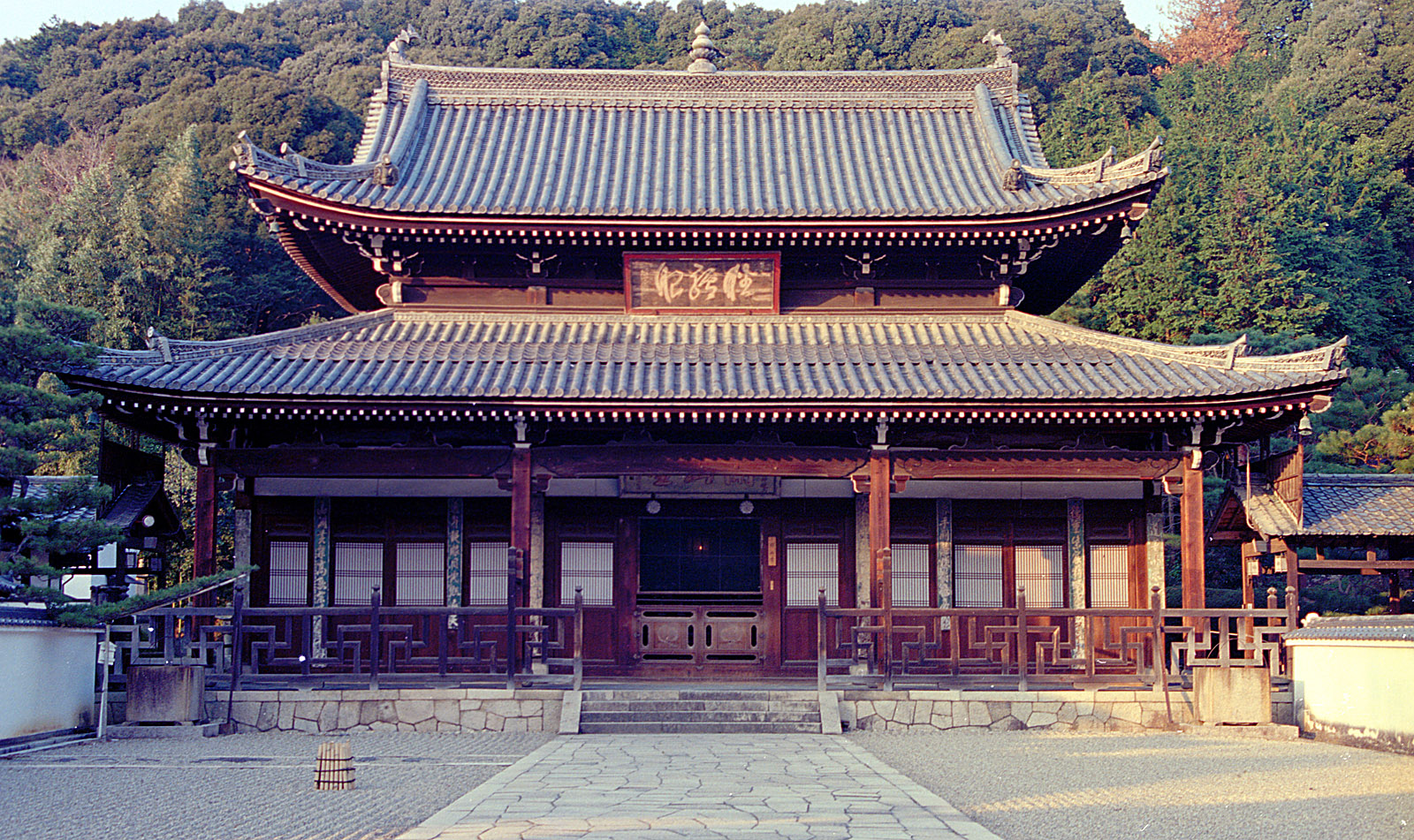
Ōbaku-san Mampuku-ji

Der Ōbaku-san Mampuku-ji (jap. 黄檗山萬福寺) ist der Haupttempel der japanischen Ōbaku-Zen-Schule, der in Japan etwa 460 Tempel angehören.

## Übersicht
Der Tempel wurde 1661 durch den chinesischen Mönch Yinyuan Longqi (chinesisch 隱元隆琦, Pinyin Yǐnyuán lóngqí; jap. Ingen Ryūki; 1592–1673) und dessen Schüler Muyan gegründet und ist in Uji, in der Nähe von Kyōto gelegen.
In Erinnerung an seinen chinesischen Stammtempel, den Wan-fu-si (萬福寺,  Wàn-fú-sì) am Berg Huang-bo (黄檗山,  Huáng-bò shān) in Fujian gab Meister Ingen dem neuen Tempel den gleichen Namen (auf Japanisch) „Mampuku-ji“ und nannte den Hügel „Ōbaku-san“ zu Ehren des chinesischen Chan Meisters Huangbo Xiyun aus dem 9. Jahrhundert. Meister Huangbo Xiyun (jap. Obaku) war der Lehrer von Linji (jap. Rinzai) gewesen, und Ingen wollte dieses Prestige für die Erneuerung sowohl des japanischen Rinzai, wie auch des Sōtō-Zen nutzen.
Der Tempel ist im chinesischen Stil der Ming-Dynastie gebaut. Erst ab dem vierzehnten Abt ging der Tempel von der Hand chinesischer Mönchen in die von japanischen Mönchen über.